# ENA (テレビチャンネル)
ENAは、大韓民国の通信事業者KTの系列企業KT ENAが運営するケーブルテレビチャンネル。2003年9月29日にSkyHD（スカイ - ）として開局し、2022年4月29日に現在の名称にリブランディングされた。主にドラマ・バラエティを中心とした番組制作を行っている。

## 概略
開局当初は主に海外ドラマを中心に放送しており、本国ではそれまで知名度が乏しかったものの
、2022年のリブランディング後に放送されたドラマ『ウ・ヨンウ弁護士は天才肌』が好評を博し、最終話では最高視聴率17.5%
と、国内で大ヒットを記録。同番組での快挙により、知名度を高めることに成功している。また、2023年に放送された『誘拐の日』はアメリカの雑誌フォーブスが発表した「2023年の韓国ドラマ ベスト20」に選ばれている。
ENAで放送される番組は基本的に運営元のスカイライフTV同様KT系列であるKTスタジオジニー社が制作しており、中でもドラマ作品はKT所有のIPTVサービスGenie TV (韓国語版) でもオリジナル作品として配信されている。
ENAという名称は「Entertainment」と「DNA」をかけ合わせた造語で、「新しい楽しみを追求するチャンネル」を目指すという意味合いが込められている
。また、過去にはHDONE、チャンネルN（채널N）、skyDrama、SKYという名称を用いていた。

## ロゴ

「SKY」名称時（2020年[16] - 2022年）
現在（2022年 - ）

## 主な番組

### ドラマ
邦題のある作品、または原題のまま日本で放送・配信されている作品のみを記載する。
日月ドラマ
| 放送開始年 | 邦題     | 原題     | 日本での放送局 | 日本での配信サイト | 備考                   |
| ---------- | -------- | -------- | -------------- | ------------------ | ---------------------- |
| 2023年     | 悪人伝記 | 악인전기 | WOWOW 衛星劇場 | WOWOWオンデマンド  | 土日ドラマ枠より移動。 |

月火ドラマ
| 放送開始年 | 邦題                                                | 原題                    | 日本での放送局       | 日本での配信サイト                                     | 備考                                                                                     |
| ---------- | --------------------------------------------------- | ----------------------- | -------------------- | ------------------------------------------------------ | ---------------------------------------------------------------------------------------- |
| 2022年     | なにもしたくない 〜立ち止まって、恋をして〜         | 아무것도 하고 싶지 않아 | BSフジ KNTV LaLa TV  | Amazonプライムビデオ Lemino U-NEXT FOD TELASA          |                                                                                          |
| 2023年     | 紙の月                                              | 종이달                  | フジテレビTWO        | Amazonプライムビデオ Hulu Lemino U-NEXT FOD TELASA     | 角田光代による日本の同名小説を原作とする。                                               |
| 2023年     | オー! ヨンシム -帰ってきた初恋-                     | 오! 영심이              | 衛星劇場             | Hulu Lemino U-NEXT FOD カンテレドーガ ビデオマーケット |                                                                                          |
| 2023年     | 庭のある家                                          | 마당이 있는 집          | WOWOW                | Hulu                                                   |                                                                                          |
| 2023年     | ラブ・パッセンジャー 〜私たちの恋愛事情〜           | 남남                    | N/A                  | U-NEXT                                                 | 日本ではU-NEXTでの独占配信のみ(2025年現在)。                                             |
| 2023年     | 新兵2 〜僕は超(スーパー)VIP・ソルジャー〜           | 신병                    | 衛星劇場             | N/A                                                    | 「新兵」のシーズン2。                                                                    |
| 2023年     | 愛していると言ってくれ                              | 사랑한다고 말해줘       | N/A                  | Disney+                                                | 1995年に放送された日本の同名テレビドラマのリメイク版。 日本ではDisney+での独占配信のみ。 |
| 2024年     | ザ・ミッドナイトスタジオ 〜恋人は訳ありカメラマン〜 | 야한 사진관             | N/A                  | U-NEXT                                                 | 日本ではU-NEXTでの独占配信のみ(2025年現在)。                                             |
| 2024年     | クラッシュ 交通犯罪捜査チーム                       | 크래시                  | N/A                  | Disney+                                                | 日本ではDisney+での独占配信のみ。                                                        |
| 2024年     | YOUR HONOR 〜許されざる判事〜                       | 유어 아너               | BS10スターチャンネル | U-NEXT                                                 | イスラエルのテレビドラマ『Kvodo』のリメイク作品。                                        |
| 2024年     | 私のヘリへ ～惹かれゆく愛の扉～                     | 나의 해리에게           | N/A                  | U-NEXT                                                 | 日本ではU-NEXTでの独占配信のみ(2025年現在)。                                             |
| 2024年     | 酔いしれるロマンス                                  | 취하는 로맨스           | N/A                  | U-NEXT                                                 | 日本ではU-NEXTでの独占配信のみ(2025年現在)。                                             |
| 2024年     | ナミブ -砂漠と海の夢-                               | 나미브                  | N/A                  | U-NEXT                                                 | 日本ではU-NEXTでの独占配信のみ(2025年現在)。                                             |
| 2025年     | ライディング人生                                    | 라이딩 인생             | KNTV                 | N/A                                                    |                                                                                          |
| 2025年     | 隠し味にはロマンス                                  | 당신의 맛               | N/A                  | Netflix                                                | 日本ではNetflixでの独占配信のみ。                                                        |

水木ドラマ
| 放送開始年 | 邦題                                             | 原題                         | 日本での放送局                                  | 日本での配信サイト                                       | 備考 |
| ---------- | ------------------------------------------------ | ---------------------------- | ----------------------------------------------- | -------------------------------------------------------- | --- |
| 2022年     | ウ・ヨンウ弁護士は天才肌                         | 이상한 변호사 우영우         | N/A                                             | Netflix                                                  | 日本ではNetflixでの独占配信のみ。                                                                                   |
| 2022年     | グッジョブ                                       | 굿잡                         | BS12 トゥエルビ WOWOW KNTV アジアドラマチックTV | Amazonプライムビデオ Lemino U-NEXT TELASA                | |
| 2022年     | 恋愛なんていらない                               | 얼어죽을 연애따위            | KNTV アジアドラマチックTV                       | U-NEXT                                                   | |
| 2022年     | 社長をスマホから救い出せ! 〜恋の力でロック解除〜 | 사장님을 잠금해제            | TVQ九州放送 BS10 TBSチャンネル LaLa TV          | Lemino U-NEXT FOD TELASA Rakuten TV                      | |
| 2023年     | 私たち、他人になれるかな?                        | 남이 될 수 있을까?           | KNTV                                            | U-NEXT                                                   | |
| 2023年     | デリバリーマン 〜幽霊専門タクシー始めました〜    | 딜리버리 맨!                 | テレビ東京 テレビ大阪 ホームドラマチャンネル    | Hulu Lemino U-NEXT DMM TV Rakuten TV クランクイン!ビデオ | |
| 2023年     | ボラ! デボラ 〜恋にはいつでも本気〜              | 보라! 데보라                 | N/A                                             | Amazonプライムビデオ                                     | 日本ではAmazonプライムビデオでの独占配信のみ。 また、同サービスでの配信において世界的な独占供給契約が結ばれている。 |
| 2023年     | ハピネスバトル                                   | 행복배틀                     | WOWOW                                           | Hulu Lemino                                              | |
| 2023年     | ずっとあなたを待っていました                     | 오랫동안 당신을 기다렸습니다 | WOWOW                                           | Hulu Lemino                                              | |
| 2023年     | 誘拐の日                                         | 유괴의 날                    | TBSチャンネル                                   | Amazonプライムビデオ                                     | |
| 2023年     | 昼に昇る月                                       | 낮에 뜨는 달                 | N/A                                             | U-NEXT                                                   | 日本ではU-NEXTの独占配信のみ(2025年現在)。                                                                          |
| 2023年     | 砂の上にも花は咲く                               | 모래에도 꽃이 핀다           | N/A                                             | Netflix                                                  | 日本ではNetflixの独占配信のみ。                                                                                     |

金土ドラマ
| 放送開始年 | 邦題                                     | 原題       | 日本での放送局                                 | 日本での配信サイト | 備考 |
| ---------- | ---------------------------------------- | ---------- | ---------------------------------------------- | ------------------ | ---- |
| 2022年     | 新兵 〜僕は超(スーパー)VIP・ソルジャー〜 | 신병       | 衛星劇場 LaLa TV                               | Hulu FOD           |      |
| 2022年     | ガウス電子 〜僕らの社内恋愛マニュアル〜  | 가우스전자 | BS12 トゥエルビ 衛星劇場 フジテレビTWO LaLa TV | Hulu U-NEXT        |      |

### 芸能・バラエティ
公式ホームページより参照。以下、2025年現在放送されている番組。
音楽番組
- ENA K POP UP CHART SHOW（ENA 케이팝업 차트쇼、毎月第2金曜日に放送[64]）

恋愛バラエティ番組
- 私はSOLO（나는 SOLO、SBS系列会社との共同制作[65]）
  - 私はSOLO そして愛は続く（나는 SOLO, 그 후 사랑은 계속된다、「私はSOLO」のスピンオフ番組[66]）

その他
- 健問検索（건문검색、生活情報番組[67]）
- チェ・ファジョンとキム・ホヨンの会いたかった（최화정 김호영의 보고싶었어、トークショー[68]）
- いざこざ旅行（지지고 볶는 여행、旅行バラエティ[69]）
- 地球マーブル世界旅行3（지구마불 세계여행 3）
- わが子の私生活（내 아이의 사생활）
- クイックビルド ミラクルハウス（퀵빌드 미라클하우스）

## 姉妹チャンネル

### ENA PLAY
若い世代の視聴者を対象にしたチャンネル
。旧名称は「skyENT（スカイエンタ）」「NQQ」
で、2022年より現名称となった。

### ENA DRAMA
ドラマ専門チャンネル。旧名称は「DramaH」で、2022年より現名称となった。

### ENA STORY
40代以上の視聴者を対象にしたチャンネル。旧名称は「TRENDY（トレンディ）」で、2022年より現名称となった。

### ONCE（ワンス）
アクティブシニア（40～50代）層の視聴者を対象にしたチャンネル。旧名称は「skyPetpark（スカイペットパーク）」で、往年のドラマや映画を主軸とした番組編成が行われている。

### OLIFE（オーライフ）
ONCE同様アクティブシニア層を対象にしたライフスタイル専門チャンネルで、50～60代の視聴者を想定している。2010年に旅行専門チャンネル「ch.T（チャンネルT）」として開局し、2014年に「skyTravel（スカイトラベル）」に名称を変更。2020年に現名称となった。

### skyUHD
4K放送専門チャンネル。2014年に開局し、本国では初めて4K画質による全国放送をスタートさせている。ドラマやバラエティなど30～50代をターゲットとした番組や、4Kに最適化されたドキュメンタリー番組を放送している。

### CHING（チン）
中華圏のドラマを専門に扱うチャンネル。

### ONT
旅行専門チャンネル。

### ヘルスメディ（헬스메디）
健康専門チャンネル。

### kids talk talk plus（キッズトークトークプラス）
児童向けの英語教育専門チャンネル。
ENA DRAMA、ENA STORY、CHING、ONT、ヘルスメディは元々KTの系列企業であるメディアジニー社（미디어지니）が保有していたチャンネルで、同社は2022年11月にスカイライフTVに吸収合併される形で消滅している。